# مدرسة حكيم نظامي
مدرسة حكيم نظامي (بالفارسية: مدرسهٔ حکیم نظامی) هي مدرسة تاريخية تعود إلى القاجاريون، وتقع في أستارا.